# Rafael Nadal Nadal
Rafel Nadal Nadal (Manacor, 29 de desembre de 1929 - 7 de setembre de 2015) fou un músic de Manacor (Mallorca), fill de Sebastià Nadal Rosselló, amo d'una fàbrica de mobles i nivells de bombolla, i de Magdalena Nadal Grimalt. Estudià als conservatoris de Palma i de València i cursà les especialitats de direcció, harmonia i composició amb Torres Navarro. Del 1955 al 1995 va ser director de l'escola i la Banda de Música de l'Ajuntament de Manacor. Va dirigir les Joventuts Musicals de Manacor, la banda Santa Cecilia de Porreres, la Capella de Manacor, l'Agrupació Artística i l'Orquestra Simfònica de Mallorca. L'any 1983 fundà i dirigí el Cor i Orquestra del Teatre Principal de Palma. El 1998 va rebre el Premi Ramon Llull.